# Olipara bispinosa
Olipara bispinosa är en insektsart som först beskrevs av Synave 1960.  Olipara bispinosa ingår i släktet Olipara och familjen kilstritar. Inga underarter finns listade i Catalogue of Life.